# قوشخانه
قوشخانه شهری در بخش قوشخانه شهرستان شیروان استان خراسان شمالی ایران است.

## جمعیت
بر پایه سرشماری عمومی نفوس و مسکن در سال ۱۳۹۰ جمعیت این شهر ۹۲۷ نفر (در ۲۵۶ خانوار) بوده است.